# 781-я транспортная вертолётная эскадрилья
781-я транспортная вертолётная эскадрилья (сербохорв. 781. transportna helikopterska eskadrila / 781. транспортна хеликоптерска ескадрила) — вертолётная эскадрилья военно-воздушных сил и войск ПВО СФРЮ. Образована в октябре 1960 года как 48-я вертолётная эскадрилья (сербохорв. 48. helikopterska eskadrila / 48. хеликоптерска ескадрила).

## История
48-я вертолётная эскадрилья образована в октябре 1960 года на аэродроме Ниша как часть 107-го вертолётного полка, была оснащена советскими вертолётами Ми-4. В апреле 1961 года в рамках плана реформ ВВС «Дрвар» была переименована в 781-ю транспортную вертолётную эскадрилью. С января 1973 года находилась на аэродроме Плесо у Загреба в составе 111-го вспомогательного авиационного полка. В том же году вертолёты Ми-4 были заменены новыми вертолётами типа Ми-8Т. В 1990 году в рамках плана реорганизации ВВС «Единство-3» была расформирована, и её личный состав перешёл в 780-ю транспортную вертолётную эскадрилью.